# Dan Coe
Dan Coe (Bucarest, 8 settembre 1941 – Colonia, 19 ottobre 1981) è stato un calciatore rumeno, di ruolo difensore.

## Carriera

### Club
Ha debuttato nel 1961 con il Rapid Bucarest, nel quale rimase per 11 stagioni, vincendo un campionato e due Coppe dei Balcani. Nel 1971 decise di trasferirsi in Belgio nell'Anversa, con il quale giocò fino al 1973. Nel 1973 decise di tornare in patria, giocando nel Oțelul Galați dove concluse la carriera, avvenuta nel 1975.

### Nazionale
Ha preso parte, insieme alla Nazionale di calcio della Romania, ai Giochi della XVIII Olimpiade e al campionato del mondo 1970.
Coe, nella nazionale di calcio della Romania, ha totalizzato 41 presenze in cui ha segnato 2 gol.

## Palmarès

### Club

#### Competizioni nazionali
- Campionato rumeno: 1

Rapid Bucarest: 1966-1967

#### Competizioni internazionali
- Coppa dei Balcani: 2

Rapid Bucarest: 1963-1964, 1965-1966